# 珍妮·辛普森
珍妮·辛普森（英語：Jennie Simpson，？—），新西兰女子草地滚球运动员。她曾代表新西兰参加1982年和1986年英联邦运动会草地滚球比赛，其中1982年英联邦运动会获得一枚银牌。